# Döllstädt
Döllstädt ist eine Gemeinde im thüringischen Landkreis Gotha. Sie gehört der Verwaltungsgemeinschaft Fahner Höhe an.

## Geografische Lage
Döllstädt liegt am flachen Südhang des Vargulaer Hügels und etwa 3 km nordwestlich der Fahner Höhe. Nachbarorte sind Großfahner im Süden, der OT Gräfentonna von Tonna im Westen, die Spargel- und Erdbeerstadt Herbsleben im Norden und Dachwig im Osten.
Der höchste Punkt des Gemeindegebietes ist der Vargulaer Hügel mit 252 m, der tiefste Punkt mit 182 m an der Gemeindegrenze zu Dachwig, wo der Kornbach das Gemeindegebiet verlässt.

## Geschichte

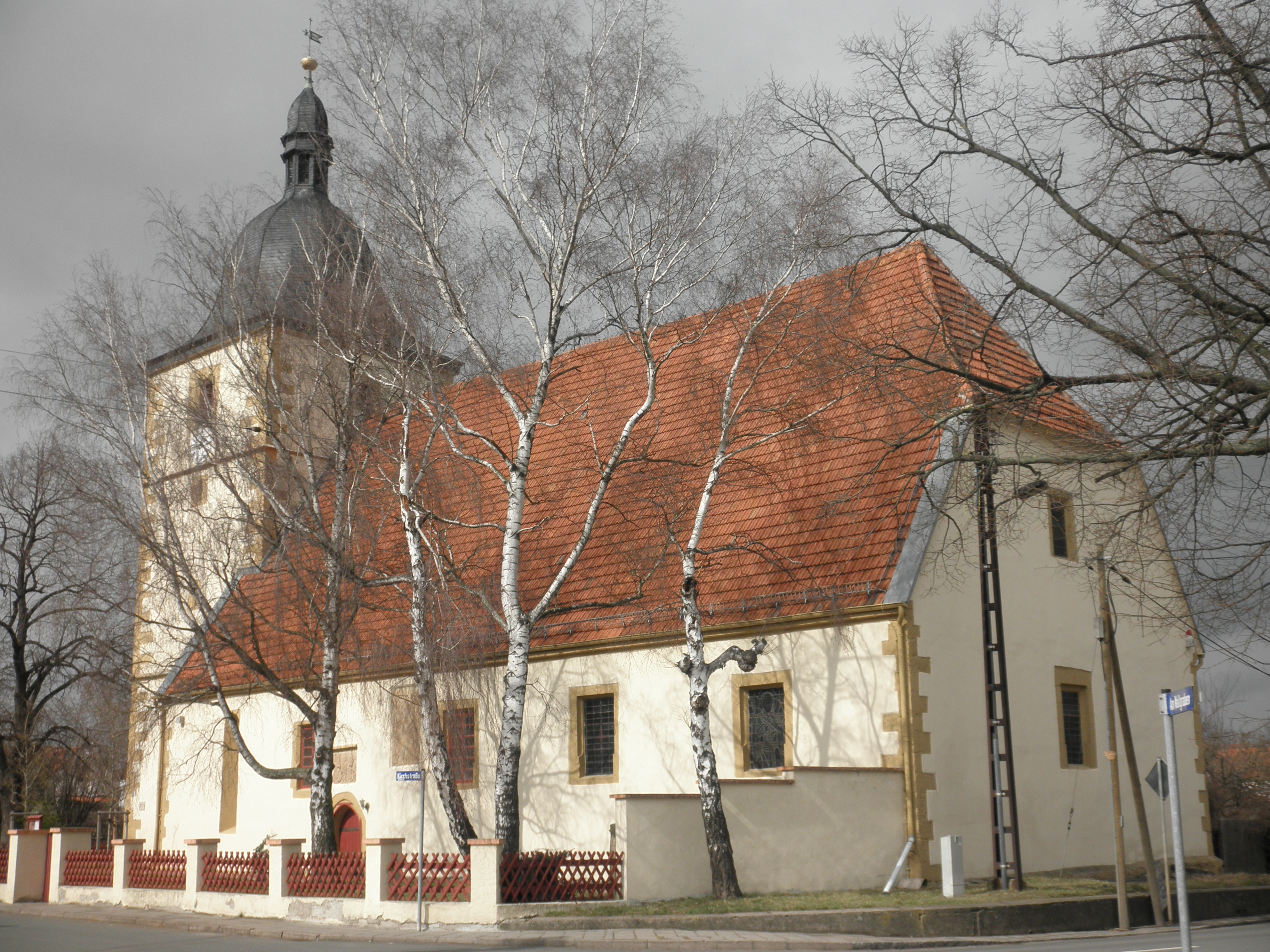
Kirche St. Peter und Paul

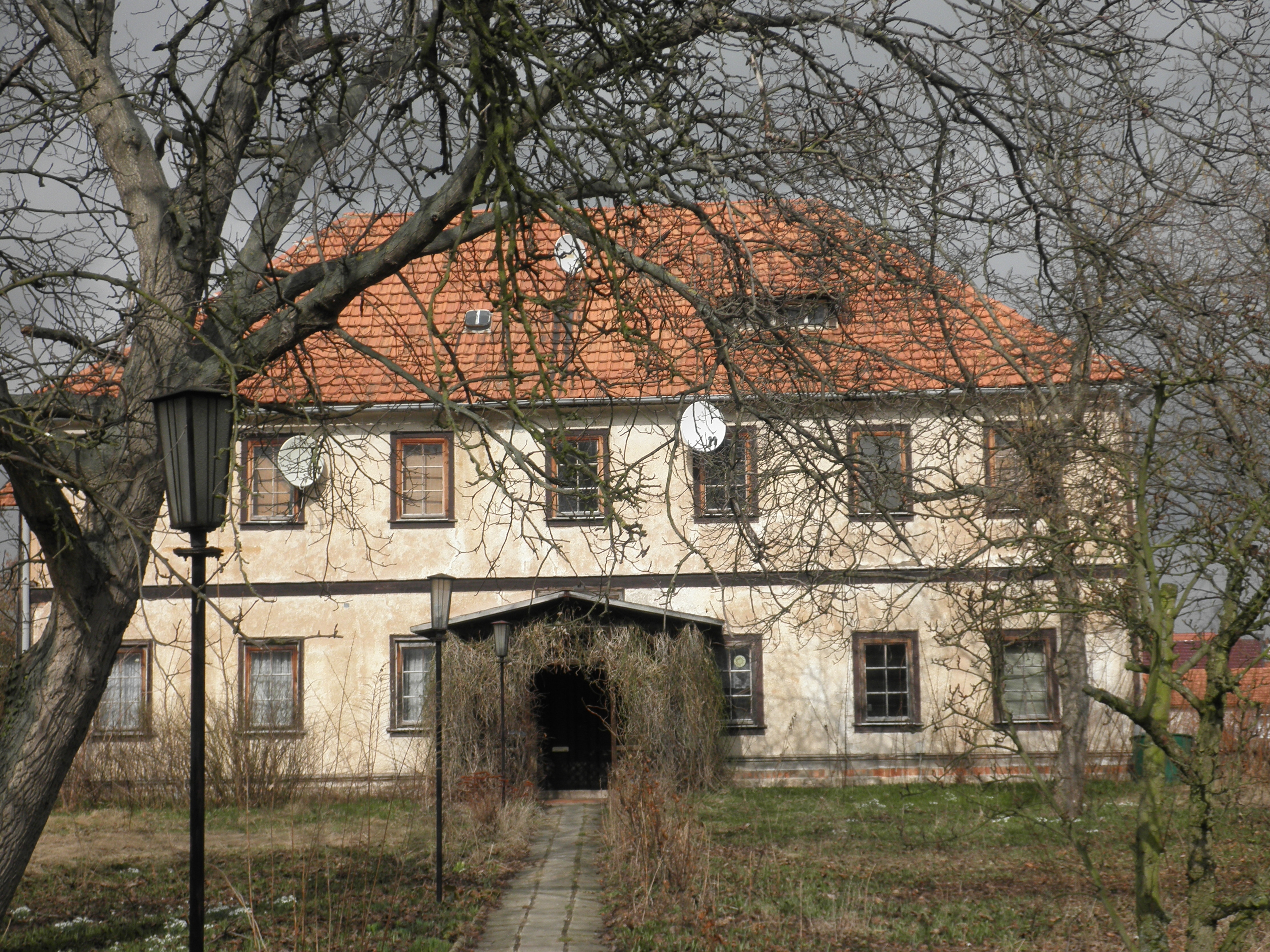
Pfarrhaus

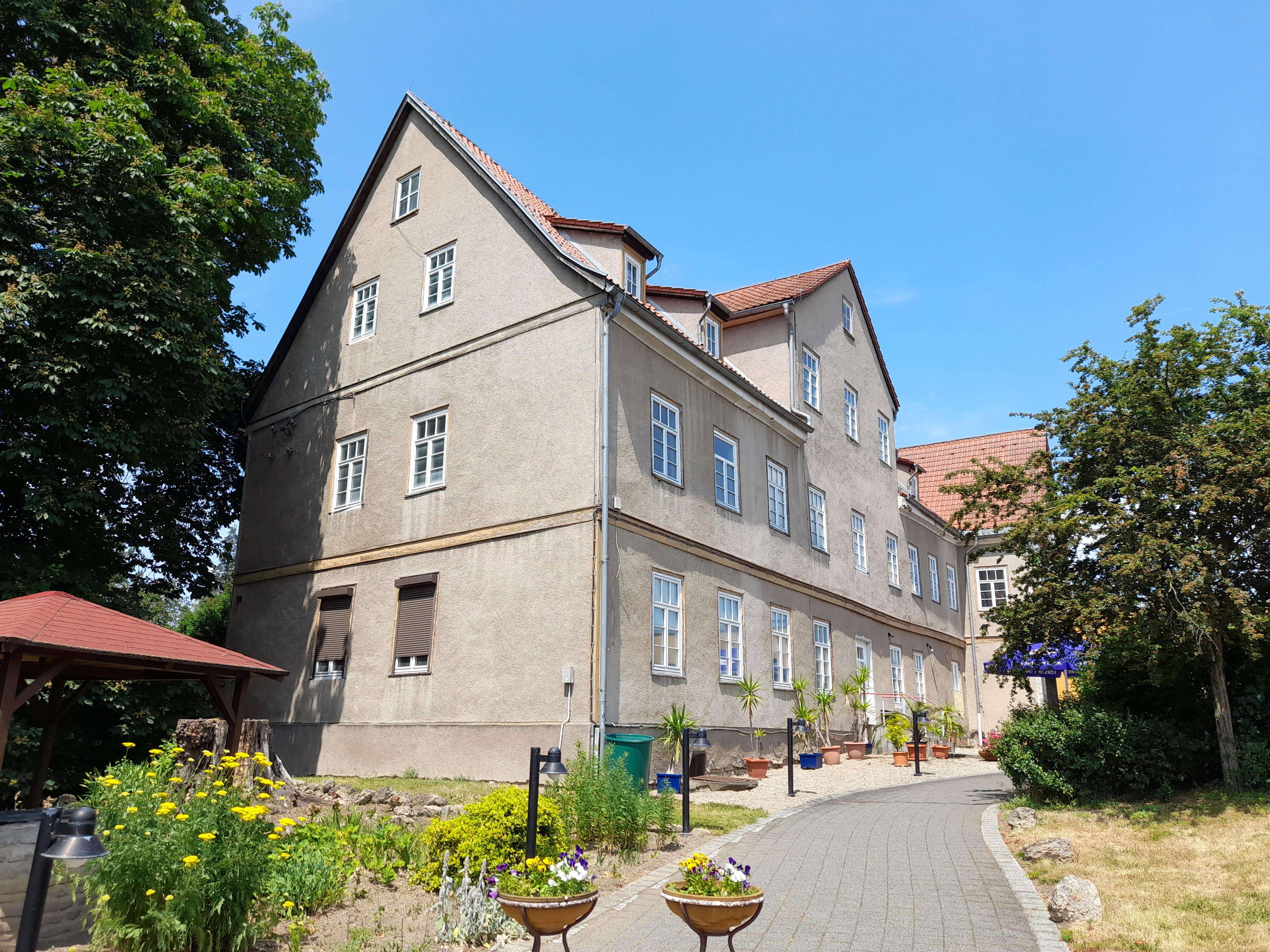
Das ehemalige Döllstädter Schloss

### Ortsname
Die frühere Form des Ortsnamens Tullenstat lässt sich auf das altnordische Wort Dulle, althochdeutsch tulli oder duli, zurückführen, was so viel wie Röhre, Vertiefung oder auch Rinne bedeutet. Tulli kann aber auch Pfeil heißen oder Huf, die Hornsohle eines Pferdes. Bei der Bedeutung, die sowohl die Pferdezucht als auch der Gebrauch von Pfeil und Bogen im Thüringer Reich hatten, sind Huf- oder Pfeilstätte durchaus sinnvolle Erklärungen für Döllstädt, als einen Ort in der Nähe des Königshofes.

### Frühgeschichte
Eine frühe Besiedlung wurde durch Funde aus der Jungsteinzeit und der Bronzezeit belegt. Ein großer Grabhügel am Nordrand des Ortes, der „Vargulhügel“, wurde im 19. Jahrhundert beseitigt. Heute erinnert daran noch die Flurbezeichnung „Vargulaer Hügel“, etwa 1 km vom nördlichen Ortsrand entfernt.

### Erste Erwähnungen
Der Ort Tullenstat wird erstmals in einer Schenkungsurkunde des Klosters Fulda aus dem Jahr 799 urkundlich erwähnt.
In einer Schenkungsurkunde vom 18. Mai 874 wird Tolestat nebst anderen 116 Orten in Thüringen als dem Stift Fulda zehntpflichtig erwähnt. Erzbischof Liubert zu Mainz als auch der Abt Sigehard zu Fulda machten das Recht der Zehnterhebung für sich geltend. Den Streit darüber entschied König Ludwig der Deutsche (840–876) am Hofe zu Ingelheim zu Gunsten der Abtei Fulda.

### Weitere Geschichte
Ort und Burg gehörten den Herren von Tullestete. Die Familie brachte mit Schultheißen und Ministerialen bekannte Persönlichkeiten hervor. 1212 gingen Ort und Burg an die Herren von Salza, später an die Grafen von Gleichen. 1540 wurde die wehrhafte Wasserburg erfolglos belagert, das Dorf eingeäschert. Döllstädt gehörte zur Unterpflege der Herrschaft Tonna, welche ab 1677 als „Amt Tonna“ zum Herzogtum Sachsen-Gotha-Altenburg gehörte.
1291 urkundete Gerhard II. von Eppstein als Mainzer Erzbischof für das Döllstädter Zisterzienserinnenkloster St. Petri und St. Nicolai. Döllstädt und das Nonnenkloster werden um 1350 erneut urkundlich erwähnt. 1524 nahm das ernestinische Amt Gotha die Reformation an, das Kloster wurde aufgelöst. Die Besitzungen wurden in ein Kammergut des späteren Herzogtums Sachsen-Gotha umgewandelt. Das 1912 nochmals vergrößerte Kammergut (363 ha), das Hauptarbeitgeber des Dorfes war, wurde nach 1945 durch die damalige Bodenreform aufgeteilt.
Noch im Jahr 1777 war eine Ortsbefestigung mit zwei Toren und einer Pforte erhalten. Seit Plünderung und Zerstörung durch napoleonische Truppen 1806 ist der Burghügel kahl.
Döllstädt gehörte zum Waid-Anbaugebiet um Erfurt. Im 18. Jahrhundert wurde auf den Döllstädter Feldern besonders erfolgreich der Wilde Safran (Carthamus officinarum) angebaut. Die als Saflor bezeichnete Substanz, die aus dieser Pflanze gewonnen wurde, war ein wichtiger pflanzlicher Farbstofflieferant. Auch Anis und Koriander wurde zeitweise mit hohem Verdienst angebaut, dies kam aber um 1775 durch Schädlingsbefall zum Erliegen.
1889 erhielt das Dorf Anschluss an das Eisenbahnnetz durch den Bau der Strecke Gotha–Tennstedt, 1897 zusätzlich an die Strecke Erfurt–Bad Langensalza.
Im April 1945 wurde der Ort durch US-amerikanische Truppen besetzt, ab Juli gehörte er zur Sowjetischen Besatzungszone (SBZ), ab 1949 entsprechend zur DDR. Im Zuge der Bodenreform von 1945 wurde das Fideikommissgut Döllstädt, das zu 80 % der Hauptarbeitgeber des Dorfes war, aufgeteilt und mit Heimatvertriebenen und Kleinbauern besetzt. Wenig später mussten die Groß- bzw. Kleinbauern ihre Güter und Ländereien den damals gegründeten Landwirtschaftlichen Produktionsgenossenschaften (LPG) überlassen. Das ehemalige Schlossgebäude wurde ab 1950 als staatliches Altenpflegeheim genutzt.
Heute dominieren Obstplantagen und große Spargelfelder die Umgebung des Dorfes. Nach 1990 wurde der Ort um das neu geschaffene Wohnungsbaugebiet Im Teich mit 32 Reihenhäusern sowie 50 Einfamilien- und Doppelhäuser erweitert.

## Politik

### Gemeinderat
Der Gemeinderat besteht in Döllstädt aus zwölf Bürgerinnen und Bürgern, die alle fünf Jahre neu gewählt werden. Die Gemeinderatswahl am 26. Mai 2024 führte zu folgendem Ergebnis (mit Vergleichszahlen der Wahl 2019):
| Partei / Liste                 | 2024          | 2024   | 2019          | 2019   |
| Partei / Liste                 | Stimmenanteil | Sitze  | Stimmenanteil | Sitze  |
| Bürgerinitiative Döllstädt     | 73,8 %        | 9      | 66,2 %        | 8      |
| Die Linke                      | 16,0 %        | 2      | 19,4 %        | 2      |
| Christlich Demokratische Union | 10,3 %        | 1      | 14,4 %        | 2      |
| Wahlbeteiligung                | 66,1 %        | 66,1 % | 63,0 %        | 63,0 % |

### Bürgermeister
Döllstädts Bürgermeister ist Torsten Kaufmann (Bürgerinitiative Döllstädt). Er wurde am 12. Juni 2022 mit 80,0 Prozent der gültigen Stimmen gewählt. Die Wahlbeteiligung lag bei 41,6 %.

## Sehenswürdigkeiten
Siehe auch: Liste der Kulturdenkmale in Döllstädt
- Das Döllstädter Schloss ist heute ein Altenpflegeheim der Evangelischen Kirche.
- Die Reste einer Turmhügelburg sind ein Bodendenkmal und befinden sich im Osten der Ortslage. Beim Durchzug der Franzosen wurde der Ort 1806 verwüstet. Eine Schautafel bietet weitere Informationen.
- Die Döllstädter Kirche St. Peter und Paul  wurde 1542 neu erbaut, sie geht auf eine Kapelle aus der Klosterzeit zurück. Die Kirche ist ein  denkmalgeschütztes Gebäude und wurde mehrfach restauriert. Mehrere Grabplatten stehen an der Innenseite der Kirchhofmauer. Das ehemalige Pfarrhaus ist in marodem baulichen Zustand mit einem verwahrlosten Pfarrgarten.
- Von einer ehem. Windmühle in der Nähe der Herbslebener Straße ist noch der Stumpf erhalten.

## In Döllstädt geboren
- Timotheus Kirchner (geb. 1533 in Döllstädt, gest. 1587 in Weimar): lutherischer Theologe, Professor der Theologie und Superintendent in Weimar.
- Heinrich Joseph Golde (geb. 1802 in Döllstädt, gest. 1886 in Erfurt): Komponist und Dirigent. Musikmeister des Preußischen 32. Infanterie-Regiments in Erfurt. Komponierte den Preußenmarsch, Frasini- und Fahnenweihe-Marsch und die Große Festreveille. Ein ihm in Erfurt gesetztes Denkmal wurde 1945 beseitigt.
- Ernst Adolph Mueller (geb. 1832 in Döllstädt; gest. 1913 in Gotha): Jurist und Mitglied des Deutschen Reichstags.